# Mongoloraphidia kirgisica
Mongoloraphidia kirgisica is een kameelhalsvliegensoort uit de familie van de Raphidiidae. De soort komt voor in Kirgizië.
Mongoloraphidia kirgisica werd voor het eerst wetenschappelijk beschreven door H. Aspöck et al. in 1983.